# Sami Wolking
Sami Wolking (Helsinki, Finlandia, 15 de agosto de 1973) más conocido como Magnum, es un bajista finlandés y antiguo miembro de la banda  Lordi durante los años 1999-2002. Actualmente toca en la banda Naked Idol

## Lordi
Usando el nombre artístico Magnum, Wolking fue un miembro de la banda Lordi desde 1999 hasta 2002. En 2002, el incremento de la  popularidad de la banda comenzó a exigir que sus miembros estuvieran disponibles en todo momento. Incapaces de arriesgar sus finanzas personales  en una banda que aún no había visto ningún ingreso, se tomó la decisión de que Magnum dejaría Lordi con el fin de mantener su trabajo de cada día.
Magnum, sin embargo, es visto en el videoclip Would You Love a Monsterman? y tocó el bajo en el primer álbum de Lordi, Get Heavy. El bajo que usó durante su etapa en Lordi fue el Ibanez Soundgear 5-string. También grabó el álbum "no publicado" hasta 2012 Bend Over And Pray The Lord, pero no tocó el bajo en dicho álbum. El título de dicho álbum fue creado por él
El álbum Get Heavy está dedicado a él.

## Naked Idol
Formó la banda Naked Idol en la primavera de 2006 con su amigo Jones y sigue actuando bajo el nombre de Magnum, pero sin la personalidad cyborg.
Actualmente toca el bajo, es corista y con frecuencia hace las composiciones de las canciones.
La canción My Weakness fue publicada a través de la radio como sencillo promocional en 2010, y ocasionalmente, se ha tocado en las estaciones de radio.

## Personaje
Magnum era un cyborg de una civilización avanzada originaria de la galaxia Alpha Centauri. Como mercenario, luchó en las fuerzas de defensa de Mu Arae. Con el tiempo, murió en combate, pero fue resucitado como un muerto viviente cyborg. Después de escapar de los hombre-bestias de Mu Arae hacia la Tierra, Mr. Lordi lo encontró y propuso una alianza. Magnum primera aparición fue en el cómic de ficción Monsterican presents: The Cyber-Zombie from Outer Space #1.

## Menciones
En el libro de letras de "Get Heavy", al final, donde los componentes agradecen, hay una foto de Magnum en una esquina y pone: "For Magnum" ("Para Magnum"). Magnum sale en el video "Would you love a monsterman?" porque Kalma aún no estaba en el grupo.

## Bandas
- Noroses (1996-2000)
- Lordi (1999-2002)
- Naked Idol (2006-)

## Discografía

### Lordi
- Álbum: Bend Over and Pray the Lord (1997) (coros)
- Álbum: Get Heavy (2002) (bajo, coros)
- Sencillo: Would You Love a Monsterman? (2002) (bajo, coros)

### Naked Idol
- Sencillo: My Weakness (2010) (bajo, coros y composición)
- Sencillo: Back From Oblivion (2011) (bajo, coros y composición)
- Sencillo: Boys Of Summer (2013) (bajo y coros)
- Sencillo: Shattered (2013) (bajo, coros, composición y letras)
- EP: Filthy Fairies (2013) (bajo, coros, composición y letras)